# Drago Jerman
Drago Jerman - Motašo? "Mataša", slovenski častnik, generalmajor JLA, partizan, prvoborec in narodni heroj, * 15. avgust 1919, Naklo pri Črnomlju, † 14. oktober 1998, Pulj, Hrvaška
Začetek 2. svetovne vojne je doživel v Boki Kotorski. Po vrnitvi domov je avgusta leta 1941 vstopil v NOB. Kot sposoben in hraber borec je kmalu postal komandir voda, nato pa še čete in bataljona. Leta 1944 je postal komandant 12. Slovenske narodnoosvobodilne udarne (štajerske) brigade. Ob koncu vojne je bil operativni oficir glavnega štaba Slovenije. Med vojno je bil trikrat ranjen. Zaradi tretje, hude strelne rane je bil na zdravljenju v Bariju (Italija).
Po vojni ostal v vojaški službi. Odlikovanje Narodnega heroja je prejel leta 1953.

## Napredovanja
- generalmajor JLA (1966)

## Odlikovanja
- red narodnega heroja
- red zaslug za ljudstvo s srebrnimi znaki II. stopnje
- red bratstva in enotnosti z zlatim vencem II. stopnje
- red partizanske zvezde s puškama III. stopnje
- red za hrabrost
- red ljudske armade s srebrno zvezdo III. stopnje
- red ljudske armade z zlato zvezdo
- medalja ob 10. obletnici JLA
- medalja ob 20. obletnici JLA
- partizanska spomenica 1941